# La Drôme Classic 2021
La Drôme Classic 2021 fou la 9a edició de La Drôme Classic. La cursa es va disputar el 28 de febrer de 2021 i formava part del calendari de l'UCI ProSeries 2021 amb una categoria 1.Pro.
El vencedor final fou l'italià Andrea Bagioli (Deceuninck-Quick Step), que s'imposà en solitari en l'arribada a Eurra. Daryl Impey (Israel Start-Up Nation) i Mikkel Honoré (Deceuninck-Quick Step) encapçalaren el gran grup perseguidor i foren segon i tercer respectivament.

## Equips
En aquesta edició hi van prendre part 20 equips:
| WorldTeams (11)- AG2R Citroën Team - Astana-Premier Tech - Cofidis - Deceuninck-Quick Step - EF Education-Nippo - Groupama-FDJ - Intermarché-Wanty-Gobert Matériaux - Israel Start-Up Nation - Qhubeka Assos - Trek-Segafredo - UAE Team Emirates ProTeams (7)- Alpecin-Fenix - B&B Hotels p/b KTM - Bingoal-WB - Caja Rural-Seguros RGA - Delko - Arkéa-Samsic - Total Direct Énergie Equips continentals (3)- Saint Michel-Auber 93 - Swiss Racing - Xelliss-Roubaix Lille Métropole |
| |

## Classificació final
| \| Classificació general \| Classificació general \| Classificació general \| Classificació general \| Classificació general \| \| Corredor \| Corredor \| Equip \| Temps \| \| \| --------------------- \| --------------------- \| ---------------------- \| --------------------- \| --------------------- \| \| 1r \| Andrea Bagioli \| Deceuninck-Quick Step \| 4h 23' 18" \| \| \| 2n \| Daryl Impey \| Israel Start-Up Nation \| + 11" \| \| \| 3r \| Mikkel Frølich Honoré \| Deceuninck-Quick Step \| + 11" \| \| \| 4t \| Julien Simon \| Total Direct Énergie \| + 11" \| \| \| 5è \| Simon Clarke \| Qhubeka Assos \| + 11" \| \| \| 6è \| Dorian Godon \| AG2R Citroën Team \| + 11" \| \| \| 7è \| Biniam Girmay \| Delko \| + 11" \| \| \| 8è \| Cyril Gautier \| B&B Hotels p/b KTM \| + 11" \| \| \| 9è \| Warren Barguil \| Arkéa-Samsic \| + 11" \| \| \| 10è \| Petr Vakoč \| Alpecin-Fenix \| + 11" \| \| |                       |                        |            |
| |                       |                        |            |
| Font: ProCyclingStats |                       |                        |            |
| Classificació general |                       |                        |            |
| Corredor | Corredor              | Equip                  | Temps      |
| 1r | Andrea Bagioli        | Deceuninck-Quick Step  | 4h 23' 18" |
| 2n | Daryl Impey           | Israel Start-Up Nation | + 11"      |
| 3r | Mikkel Frølich Honoré | Deceuninck-Quick Step  | + 11"      |
| 4t | Julien Simon          | Total Direct Énergie   | + 11"      |
| 5è | Simon Clarke          | Qhubeka Assos          | + 11"      |
| 6è | Dorian Godon          | AG2R Citroën Team      | + 11"      |
| 7è | Biniam Girmay         | Delko                  | + 11"      |
| 8è | Cyril Gautier         | B&B Hotels p/b KTM     | + 11"      |
| 9è | Warren Barguil        | Arkéa-Samsic           | + 11"      |
| 10è | Petr Vakoč            | Alpecin-Fenix          | + 11"      |